# Tratado Joseon-Estados Unidos de 1882
El Tratado de Paz, Amistad, Comercio y Navegación (coreano: 조·미수호통상조약, hanja: 朝美 修好通商條約), también conocido como el Tratado de Shufeldt, fue negociado entre representantes de los Estados Unidos y la dinastía Joseon de Corea en 1882.
El borrador final fue aceptado en Chemulpo (actual Incheon) cerca de la capital coreana de Hanseong (Seúl) en abril y mayo de 1884.

## Antecedentes
En 1876, Corea estableció un tratado comercial con Japón después de que los barcos japoneses se acercaran a Ganghwado y amenazaran con disparar contra la capital coreana. Las negociaciones del tratado con los estadounidenses y con varios países europeos fueron posibles gracias a la finalización de esta obertura japonesa inicial.
Las negociaciones con China fueron una característica importante del proceso que resultó en este tratado.

## Disposiciones del tratado
Estados Unidos y Corea negociaron y aprobaron un tratado de 14 artículos. El tratado estableció amistad mutua y asistencia mutua en caso de ataque; y el tratado también abordó asuntos tan específicos como los derechos extraterritoriales para los ciudadanos estadounidenses en Corea y el estatus comercial de nación más favorecida.

### Extracto
El tratado abarca una variedad de temas.
- El artículo 1 establecía:

Habrá paz y amistad perpetuas entre el presidente de los Estados Unidos y el rey de los elegidos y los ciudadanos y súbditos de sus respectivos gobiernos. Si otras potencias tratan injusta u opresivamente con cualquiera de los gobiernos, la otra ejercerá sus buenos oficios al ser informados del caso para lograr un acuerdo amistoso, mostrando así sus sentimientos amistosos.
- Artículo 2: intercambio de representantes diplomáticos y consulares
- Artículo 3: naves de los Estados Unidos naufragadas en la costa de Corea
- Artículo 4: jurisdicción extraterritorial de los Estados Unidos sobre sus ciudadanos en Corea
- Artículo 5: los comerciantes y los buques mercantes deberán pagar recíprocamente los derechos
- Artículo 6: derechos recíprocos de residencia y protección de los ciudadanos de ambas naciones.
- Artículo 7: que prohíbe la exportación o importación de opio
- Artículo 8: exportación de "productos alimenticios" y ginseng rojo
- Artículo 9: que regula la importación de armas y municiones
- Artículo 10: derechos recíprocos al empleo de mano de obra nativa
- Artículo 11: intercambios de estudiantes
- Artículo 14: la cláusula habitual de la nación más favorecida

El tratado se mantuvo vigente hasta la anexión de Corea en 1910.

## Consecuencias
El tratado de los Estados Unidos estableció una plantilla que fue modelada explícitamente en tratados con otras naciones occidentales: Alemania en 1883, Rusia e Italia en 1884, Francia en 1886 y otros también.
El tratado permaneció vigente incluso después de que se estableciera el protectorado japonés en 1905, pero terminó con la anexión japonesa de Corea en 1910.